# The Green Child
The Green Child est un roman du poète et critique anglais Herbert Read, paru en 1935.
Il suit le président Olivero, ancien dictateur de la république de Roncador (un pays imaginaire d'Amérique du Sud), qui s'est fait passer pour mort afin de revenir sur les lieux de son enfance, en Angleterre. Dans la première partie du roman, Olivero vient au secours d'une jeune fille à la peau verte, à qui il raconte son ascension au pouvoir dans la deuxième partie. La troisième et dernière partie voit Olivero et l'enfant verte descendre dans le monde souterrain dont celle-ci est issue et y finir leurs existences.
L'inspiration première du roman est la légende des enfants verts de Woolpit, mais il trahit également l'intérêt de Read pour la psychanalyse. Il comprend également des éléments d'inspiration autobiographique : le personnage d'Olivero doit beaucoup à l'expérience de Read dans les tranchées de la Première Guerre mondiale.
Peu étudié, The Green Child a néanmoins été bien accueilli par la critique, même s'il a laissé beaucoup de lecteurs perplexes.

## Résumé

### Première partie
En 1861, le président Olivero, dictateur de la république du Roncador, en Amérique du Sud, simule son propre assassinat. Sous couvert d'anonymat, il retourne en Angleterre, dans le village où il est né et où il a grandi. À son arrivée, il remarque quelque chose d'étrange : la rivière coule dans le sens inverse de celui dont il se souvient. Il décide de la remonter pour voir de quoi il retourne.
Olivero arrive à un moulin. En regardant par une fenêtre, il y voit une jeune femme ligotée sur une chaise, que le meunier force à boire le sang d'un agneau tout juste égorgé. Olivero entre sans réfléchir dans la pièce et libère la jeune femme. Il la reconnaît à la couleur de sa peau : c'est Sally, l'une des deux enfants verts arrivés au village le jour de son propre départ, trente ans auparavant. Quant au meunier, il s'agit de Kneeshaw, à qui Olivero avait donné des cours lorsqu'il enseignait à l'école du village. Le départ d'Olivero était en partie dû à un incident impliquant Kneeshaw : celui-ci avait délibérément cassé le mécanisme d'un train miniature que l'enseignant avait apporté à l'école. Les deux hommes se battent, et Kneeshaw se noie accidentellement dans le bassin de réserve.
Le lendemain matin, Olivero continue à remonter le cours d'eau, désormais accompagné de Sally. Ils parviennent à sa source : un étang dans la lande. Sally y entre, puis commence à s'y enfoncer, bientôt rejointe par Olivero.

### Deuxième partie
La deuxième partie du livre est rédigée à la première personne, contrairement aux deux autres. Olivero y fait le récit des événements survenus entre son départ du village et son retour. Il se rend tout d'abord à Londres dans l'espoir de s'y faire écrivain, mais doit se résoudre à travailler comme comptable pour un tailleur. Au bout de trois ans, il prend un bateau qui le conduit jusqu'à Cadix, en Espagne. Comme il ne parle pas l'espagnol et qu'il a sur lui un livre de Voltaire, il est considéré comme un révolutionnaire et rapidement arrêté. Durant ses deux années de détention, il apprend la langue espagnole auprès de ses codétenus.
À la mort du roi Ferdinand, une amnistie générale lui rend la liberté, et il traverse l'Atlantique jusqu'à Buenos Aires. On l'y prend à nouveau pour un agent révolutionnaire, et il rencontre le général Santos, de l'armée du Roncador. Ils élaborent ensemble un complot pour s'emparer de la capitale du pays et assassiner le dictateur. Le complot est couronné de succès, et Olivero se retrouve à la tête du pays. Au fil du temps, il est pris de doutes sur son style de gouvernement, qui semble conduire le pays à la stagnation, et ressent une nostalgie de plus en plus forte pour le pays de son enfance. Il simule son propre assassinat afin de pouvoir quitter le pays sans être suspecté de trahison.

### Troisième partie
La dernière partie du livre reprend là où la première s'était arrêtée. Olivero et Sally émergent de l'étang dans une caverne souterraine. Ils explorent le réseau de galerie jusqu'à découvrir des hommes à la peau verte : le peuple de Sally. Olivero et Sally, ou « Siloēn » (son véritable nom) sont accueillis à bras ouverts par la communauté de troglodytes. Leur vie est organisée autour d'une progression en niveaux : le premier niveau est consacré aux plaisirs de la jeunesse, le deuxième aux travaux manuels, et le troisième aux débats d'idées.
Olivero se lasse rapidement du premier niveau. Il y laisse Siloēn et passe au second niveau, où il apprend à tailler et polir le cristal, matière sacrée entre toutes pour les habitants du monde souterrain. On lui permet enfin de passer au troisième niveau, où il apprend les principes de base de l'univers, fondé sur l'Ordre et le Désordre. Au terme de son apprentissage, il se retire dans une solitude absolue, uniquement troublée par les allées et venues des tailleurs de cristaux, dont il contemple longuement la production. Il se prépare lentement à la mort, qu'il accueille avec joie. Son corps et celui de Siloēn, morte en même temps que lui, sont placés dans un creux où ils se pétrifieront ensemble, comme le veut la coutume de leur peuple.

## Rédaction et publication
Herbert Read est avant tout critique littéraire et poète. Il rédige son unique roman en l'espace de huit semaines environ en 1934, dans le jardin de sa résidence à Hampstead. Ce quartier de Londres est alors un « nid de doux artistes », parmi lesquels Henry Moore, Paul Nash, Ben Nicholson et Barbara Hepworth. À l'époque, Read s'intéresse beaucoup à l'idée d'écriture inconsciente, et selon certains critiques, les 16 premières pages du manuscrit du roman (écrites sur un papier différent du reste) ressemblent au compte-rendu d'un rêve. Dans une lettre à Carl Gustav Jung, Read affirme avoir rédigé le roman par écriture automatique. Le manuscrit appartient aujourd'hui à la bibliothèque de l'université de Leeds, où Read a étudié.
Après la révolution russe de 1917, Read est séduit par le communisme, considérant qu'il promet « la liberté sociale de [s]es rêves ». Cependant, ses convictions commencent à fléchir dans les années 1930, et il penche de plus en plus vers l'anarchisme. C'est le déclenchement de la guerre d'Espagne, en 1936, qui le confirme dans ses opinions anarchistes et l'incite à les affirmer clairement. La rédaction de The Green Child s'est donc déroulée durant une période d'incertitude philosophique pour Read.
Le roman est publié en 1935 par l'éditeur londonien Heinemann. Il est réédité en 1945 par Grey Walls Press (en), avec des illustrations de Felix Kelly (en). La troisième édition, publiée par Eyre and Spottiswoode (en) en 1947, ajoute une introduction de Graham Greene s'intéressant aux éléments autobiographiques du roman. La première édition américaine, parue en 1948 chez l'éditeur new-yorkais New Directions Publishing, inclut une introduction de Kenneth Rexroth. Une cinquième édition, reprenant l'introduction de Greene, paraît chez Penguin Books en 1979. Dix ans plus tard, en 1989, R. Clark publie une sixième édition (rééditée en 1995) qui reprend également le texte introductif de Greene.

## Thèmes et inspirations

### Le sens de la vie
Le thème majeur du roman est la recherche du sens de la vie, « une recherche qui nécessite de retourner aux origines de la vie ». Le premier titre du manuscrit est Inland Far (« Loin à l'intérieur des terres »), une référence au poème Ode: Intimations of Immortality de William Wordsworth. Read décide par la suite de le modifier en The Green Child (« L'enfant verte »), ce qui reflète le changement de focalisation du roman, de la quête d'Olivero à l'histoire de Sally / Siloēn.
Pour Richard Wasson, The Green Child « défie toute classification », et sa division en « trois sections arbitrairement reliées » complique encore les choses. La première partie adopte le style d'un conte de fées gothique du XIXe siècle ; son « écriture fluide, apparemment sans rupture » laisse à penser qu'elle a été couchée sur le papier d'une traite. La deuxième partie, dans laquelle Olivero raconte son ascension au pouvoir au Roncador, est rédigée comme une « aventure politique classique ». La dernière partie reprend le récit interrompu à la fin de la première partie, dans « le monde souterrain du peuple vert ». Le style de la première partie est si différent de celui du reste du roman qu'il constitue une œuvre distincte à part entière, voire « le « véritable » roman ». Chacune des trois parties s'achève sur la mort apparente d'Olivero, représentant son passage à « un niveau de conscience plus profond ».

### Platon
La quête d'Olivero dans le monde souterrain constitue une inversion de l'allégorie de la caverne utilisée par Platon dans La République. Chez Platon, des prisonniers sont enfermés dans une caverne et condamnés à regarder un mur nu, où la lumière d'un feu placé derrière eux fait danser les ombres de ce qui est réel ; le philosophe est comme une personne libérée de cette caverne, qui peut voir la vraie forme des objets qui projettent les ombres. Read tourne l'idée dans l'autre sens : en quittant le monde souterrain, Siloēn abandonne les « formes éternelles » de Platon, et Olivero doit la suivre dans sa « caverne » pour découvrir « l'essence divine des choses ».
Les dernières pensées d'Olivero, alors qu'il se prépare à la mort et à la pétrification, reflètent presque parfaitement le Phédon de Platon, mais ici encore de manière inversée. Dans ce dialogue, qui rapporte les idées de Socrate sur la vie après la mort, la mort est décrite comme la demeure idéale de l'âme. Cependant, Olivero souhaite être libéré des tourments de l'âme pour rejoindre la solidité cristalline de l'univers : pour lui, c'est la vie qui détruit et non la mort, c'est la vie qui « trouble l'harmonie de la matière inorganique ». Toujours dans Phédon, Socrate décrit le monde comme appartenant à un ensemble de mondes, des cavernes reliées par des cours d'eau souterrains : cette description convient tout aussi bien au pays souterrain du peuple vert tel que Read le dépeint. Cependant, l'auteur lui-même est « quasiment certain » que ce pays lui a été inspiré par le roman utopique de William Henry Hudson A Crystal Age, paru en 1887, dans lequel des hommes luttent pour « surpasser leur propre mortalité ».

### La psychanalyse
Passionné de psychanalyse, Read fait usage des théories psychanalytiques de Freud et de Jung dans ses écrits, encore que « davantage comme un mécanisme que comme une clef de compréhension ». Ainsi, le parcours d'Olivero à la recherche de la source de la rivière pourrait être un « voyage allégorique dans le paysage de l'esprit », « des frontières du préconscient au cœur du Ça ». L'incident du train miniature suggère que Kneeshaw le meunier représente le Ça freudien, tandis qu'Olivero représente le Moi,. On peut également voir un symbolisme jungien dans la confrontation des deux hommes, ainsi que dans le personnage de Siloēn, « l'anima archétypique ». Kneeshaw représente « l'Ombre, la face cachée de la nature humaine, la partie primitive, animale de la personnalité ». Selon Jung, il est nécessaire de reconnaître l'existence de l'Ombre pour l'affronter, et non de la réprimer comme l'a fait Olivero en quittant le village.

### Éléments autobiographiques

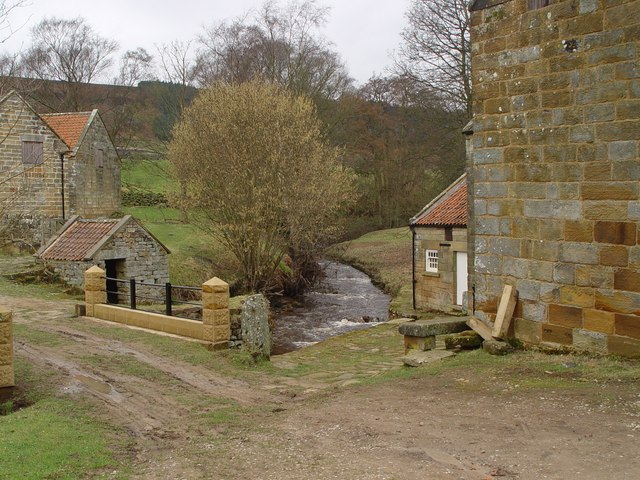
Le moulin de Bransdale sur le Hodge Beck.

Herbert Read combat avec les Green Howards en France durant la Première Guerre mondiale. Promu au rang de lieutenant, il reçoit la Military Cross et se montre « déterminé à ne pas trahir ses hommes par lâcheté ». Le développement du « héros clairement autobiographique » qu'est Olivero doit beaucoup à l'expérience des tranchées de son auteur, et au « sang-froid inébranlable » qu'elle lui a conféré.
Read est né près de la petite ville de Kirkbymoorside, dans le Yorkshire, où il retourne en 1949. Il aime particulièrement se promener le long du Hodge Beck jusqu'au moulin de Bransdale, son « ermitage spirituel », qui lui inspire le ruisseau que suit de la même façon Olivero jusqu'à un moulin.